# Interwetten Austrian Open Kitzbühel 2009 - Qualificazioni singolare
Le qualificazioni del singolare  dell'Interwetten Austrian Open Kitzbühel 2009 sono state un torneo di tennis preliminare per accedere alla fase finale della manifestazione. I vincitori dell'ultimo turno sono entrati di diritto nel tabellone principale. In caso di ritiro di uno o più giocatori aventi diritto a questi sono subentrati i lucky loser, ossia i giocatori che hanno perso nell'ultimo turno ma che avevano una classifica più alta rispetto agli altri partecipanti che avevano comunque perso nel turno finale.
Le qualificazioni dell'Interwetten Austrian Open Kitzbühel  2009 prevedevano 32 partecipanti di cui 4 sono entrati nel tabellone principale.

## Teste di serie
1. Mario Ančić (Qualificato)
2. Julien Benneteau (ultimo turno)
3. Paul Capdeville (ultimo turno)
4. Ivo Minář (primo turno)

1. Sergio Roitman (primo turno)
2. Nicolás Lapentti (Qualificato)
3. Rubén Ramírez Hidalgo (ultimo turno)
4. Adrian Mannarino (secondo turno)

## Qualificati
1. Mario Ančić
2. Robin Vik

1. Nicolás Lapentti
2. Juan Ignacio Chela

## Tabellone

### Legenda
| - Q = Qualificato - WC = Wild card - LL = Lucky loser | - ALT = Alternate - SE = Special Exempt - PR = Protected Ranking | - w/o = Walkover - r = Ritirato - d = Squalificato |

### Sezione 1
|  | Primo turno       | Primo turno       | Primo turno       | Primo turno | Primo turno |  |  | Secondo turno  | Secondo turno   | Secondo turno   | Secondo turno  | Secondo turno  |   |   | Ultimo turno | Ultimo turno | Ultimo turno | Ultimo turno | Ultimo turno |  |
|  |                   |                   |                   |             |             |  |  |                |                 |                 |                |                |   |   |              |              |              |              |              |  |
|  | 1                 | Mario Ančić       | 7                 | 3           | 6           |  |  |                |                 |                 |                |                |   |   |              |              |              |              |              |  |
|  |                   | Max Raditschnigg  | 6                 | 6           | 3           |  |  | 1              | Mario Ančić     | Mario Ančić     | 6              | 6              |   |   |              |              |              |              |              |  |
|  | Evgenij Donskoj   | Evgenij Donskoj   | 68                | 6           | 7           |  |  |                | Evgenij Donskoj | Evgenij Donskoj | 1              | 4              |   |   |              |              |              |              |              |  |
|  | Marcelo Melo      | Marcelo Melo      | 7                 | 1           | 68          |  |  |                |                 |                 |                |                |   |   | 1            | Mario Ančić  | Mario Ančić  | 6            | 6            |  |
|  | Alexander Peya    | Alexander Peya    | Alexander Peya    | 6           | 6           |  |  |                |                 |                 | Alexander Peya | Alexander Peya | 2 | 3 |              |              |              |              |              |  |
|  | Armin Sandbichler | Armin Sandbichler | Armin Sandbichler | 2           | 4           |  |  | Alexander Peya | Alexander Peya  | Alexander Peya  | 6              | 6              |   |   |              |              |              |              |              |  |
|  |                   | Jan Hájek         | Jan Hájek         | 7           | 6           |  |  | Jan Hájek      | Jan Hájek       | Jan Hájek       | 4              | 1              |   |   |              |              |              |              |              |  |
|  | 5                 | Sergio Roitman    | Sergio Roitman    | 5           | 0           |  |  |                |                 |                 |                |                |   |   |              |              |              |              |              |  |

### Sezione 2
|  | Primo turno    | Primo turno      | Primo turno      | Primo turno | Primo turno |  |  | Secondo turno | Secondo turno    | Secondo turno    | Secondo turno | Secondo turno |   |   | Ultimo turno | Ultimo turno     | Ultimo turno     | Ultimo turno | Ultimo turno |  |
|  |                |                  |                  |             |             |  |  |               |                  |                  |               |               |   |   |              |                  |                  |              |              |  |
|  | 2              | Julien Benneteau | 6                | 3           | 6           |  |  |               |                  |                  |               |               |   |   |              |                  |                  |              |              |  |
|  |                | Philipp Oswald   | 4                | 6           | 3           |  |  | 2             | Julien Benneteau | Julien Benneteau | 6             | 4             |   |   |              |                  |                  |              |              |  |
|  | Gianluca Naso  | Gianluca Naso    | Gianluca Naso    | 7           | 6           |  |  |               | Gianluca Naso    | Gianluca Naso    | 3             | 1r            |   |   |              |                  |                  |              |              |  |
|  | Francesco Aldi | Francesco Aldi   | Francesco Aldi   | 5           | 3           |  |  |               |                  |                  |               |               |   |   | 2            | Julien Benneteau | Julien Benneteau | 4            | 65           |  |
|  | Robin Vik      | Robin Vik        | Robin Vik        | 6           | 6           |  |  |               |                  |                  | Robin Vik     | Robin Vik     | 6 | 7 |              |                  |                  |              |              |  |
|  | Gerald Melzer  | Gerald Melzer    | Gerald Melzer    | 3           | 0           |  |  |               | Robin Vik        | Robin Vik        | 7             | 6             |   |   |              |                  |                  |              |              |  |
|  | 8              | Adrian Mannarino | Adrian Mannarino | 6           | 6           |  |  | 8             | Adrian Mannarino | Adrian Mannarino | 5             | 0             |   |   |              |                  |                  |              |              |  |
|  |                | Nicolas Reissig  | Nicolas Reissig  | 4           | 3           |  |  |               |                  |                  |               |               |   |   |              |                  |                  |              |              |  |

### Sezione 3
|  | Primo turno      | Primo turno      | Primo turno      | Primo turno | Primo turno |  |  | Secondo turno | Secondo turno    | Secondo turno    | Secondo turno    | Secondo turno    |                  |   | Ultimo turno | Ultimo turno    | Ultimo turno    | Ultimo turno    | Ultimo turno |  |
|  |                  |                  |                  |             |             |  |  |               |                  |                  |                  |                  |                  |   |              |                 |                 |                 |              |  |
|  | 3                | Paul Capdeville  | Paul Capdeville  | 6           | 6           |  |  |               |                  |                  |                  |                  |                  |   |              |                 |                 |                 |              |  |
|  |                  | Lucas Arnold Ker | Lucas Arnold Ker | 3           | 1           |  |  | 3             | Paul Capdeville  | Paul Capdeville  | 6                | 6                |                  |   |              |                 |                 |                 |              |  |
|  | Rainer Eitzinger | Rainer Eitzinger | Rainer Eitzinger | 6           | 6           |  |  |               | Rainer Eitzinger | Rainer Eitzinger | 3                | 4                |                  |   |              |                 |                 |                 |              |  |
|  | Philip Davydenko | Philip Davydenko | Philip Davydenko | 1           | 0           |  |  |               |                  |                  |                  |                  |                  |   | 3            | Paul Capdeville | Paul Capdeville | Paul Capdeville | 5r           |  |
|  | Alessio Di Mauro | Alessio Di Mauro | Alessio Di Mauro | 6           | 6           |  |  |               |                  | 6                | Nicolás Lapentti | Nicolás Lapentti | Nicolás Lapentti | 5 |              |                 |                 |                 |              |  |
|  | Nikolaus Moser   | Nikolaus Moser   | Nikolaus Moser   | 0           | 0           |  |  |               | Alessio Di Mauro | Alessio Di Mauro | 1                | 64               |                  |   |              |                 |                 |                 |              |  |
|  | 6                | Nicolás Lapentti | Nicolás Lapentti | 6           | 6           |  |  | 6             | Nicolás Lapentti | Nicolás Lapentti | 6                | 7                |                  |   |              |                 |                 |                 |              |  |
|  |                  | André Sá         | André Sá         | 3           | 2           |  |  |               |                  |                  |                  |                  |                  |   |              |                 |                 |                 |              |  |

### Sezione 4
|  | Primo turno         | Primo turno           | Primo turno        | Primo turno | Primo turno |  |  | Secondo turno      | Secondo turno         | Secondo turno         | Secondo turno         | Secondo turno         |   |   | Ultimo turno | Ultimo turno       | Ultimo turno       | Ultimo turno | Ultimo turno |  |
|  |                     |                       |                    |             |             |  |  |                    |                       |                       |                       |                       |   |   |              |                    |                    |              |              |  |
|  |                     | Juan Ignacio Chela    | Juan Ignacio Chela | 6           | 7           |  |  |                    |                       |                       |                       |                       |   |   |              |                    |                    |              |              |  |
|  | 4                   | Ivo Minář             | Ivo Minář          | 0           | 65          |  |  | Juan Ignacio Chela | Juan Ignacio Chela    | Juan Ignacio Chela    | 6                     | 6                     |   |   |              |                    |                    |              |              |  |
|  | Denys Molčanov      | Denys Molčanov        | Denys Molčanov     | 6           | 6           |  |  | Denys Molčanov     | Denys Molčanov        | Denys Molčanov        | 4                     | 4                     |   |   |              |                    |                    |              |              |  |
|  | Gerald Kamitz       | Gerald Kamitz         | Gerald Kamitz      | 3           | 4           |  |  |                    |                       |                       |                       |                       |   |   |              | Juan Ignacio Chela | Juan Ignacio Chela | 6            | 6            |  |
|  | Louk Sorensen       | Louk Sorensen         | 7                  | 4           | 6           |  |  |                    |                       | 7                     | Rubén Ramírez Hidalgo | Rubén Ramírez Hidalgo | 3 | 4 |              |                    |                    |              |              |  |
|  | Pablo Martin-Adalia | Pablo Martin-Adalia   | 5                  | 6           | 4           |  |  |                    | Louk Sorensen         | Louk Sorensen         | 64                    | 64                    |   |   |              |                    |                    |              |              |  |
|  | 7                   | Rubén Ramírez Hidalgo | 7                  | 6(1)        | 4           |  |  | 7                  | Rubén Ramírez Hidalgo | Rubén Ramírez Hidalgo | 7                     | 7                     |   |   |              |                    |                    |              |              |  |
|  |                     | Andreas Haider-Maurer | 6(1)               | 7           | 3r          |  |  |                    |                       |                       |                       |                       |   |   |              |                    |                    |              |              |  |